# ریو سو جونگ
ریو سو جونگ (کره‌ای: 류수정؛ زادهٔ ۱۹ نوامبر ۱۹۹۷) همچنین با نام سوجونگ نیز شناخته می‌شود، خواننده اهل کره جنوبی و عضو گروه دخترانه کره‌ای لاولیز است. او در مه ۲۰۲۰ با انتشار نخستین آلبوم چندآهنگه خود به نام Tiger Eyes فعالیت انفرادی خود را آغاز کرد.
پس از اتمام قرارداد لاولیز با وولیم، ریو تصمیم می‌گیرد که قراردادش را با این کمپانی تمدید نکند. او بعداً در ۱ سپتامبر ۲۰۲۲، لیبل مستقل خود را به نام هاوس آو دریمز تأسیس کرد.